# Achranoxia expallida
Achranoxia expallida är en skalbaggsart som beskrevs av Semenov-tian-shanskii 1935. Achranoxia expallida ingår i släktet Achranoxia och familjen Melolonthidae. Inga underarter finns listade i Catalogue of Life.